# Anasa armigera
Anasa armigera är en insektsart som först beskrevs av Thomas Say 1825.  Anasa armigera ingår i släktet Anasa och familjen bredkantskinnbaggar. Inga underarter finns listade i Catalogue of Life.